# Jesper Jensen
Jesper Jensen (Åarhus, 30 de octubre de 1977) fue un jugador de balonmano danés que jugó de central y ahora es entrenador de balonmano. Fue un componente de la Selección de balonmano de Dinamarca.
Con la selección ganó la medalla de oro en el Campeonato Europeo de Balonmano Masculino de 2008 y la medalla de bronce en el Campeonato Europeo de Balonmano Masculino de 2006 y en el Campeonato Mundial de Balonmano Masculino de 2007.

## Clubes

### Como jugador
- Ebsjerg HB ( -1999)
- Skjern HB (1999-2013)

### Como entrenador
- Vejen EH (2013-2014)
- Aalborg HB (2014-2016)
- Team Esbjerg (2017- )